# Paranerita meridionalis
Paranerita meridionalis är en fjärilsart som beskrevs av Rothschild 1909. Paranerita meridionalis ingår i släktet Paranerita och familjen björnspinnare. Inga underarter finns listade i Catalogue of Life.